# Anja Strobel
Anja Strobel (* 1974 in Karl-Marx-Stadt als Anja Wehr) ist eine deutsche Psychologin und Professorin für „Persönlichkeitspsychologie und Diagnostik“ im Fachgebiet Psychologie der Technischen Universität Chemnitz.

## Leben
Strobel wuchs in Karl-Marx-Stadt auf und beendete 1993 die Schule mit dem Abitur. Es folgte ein Studium der Psychologie an der TU Dresden, das sie 2004 mit der Doktorarbeit abschloss. Für ihre Lehre an der TU Dresden und an der TU Chemnitz wurde sie mit Preisen ausgezeichnet. Anschließend war sie Wissenschaftliche Mitarbeiterin von 2005 bis 2010. 2010 wurde sie Juniorprofessorin für „Prozessorientierte Diagnostik“. Seit dem 1. April 2014 ist sie Inhaberin des Lehrstuhls „Persönlichkeitspsychologie und Diagnostik“ des Institutes für Psychologie an der Technischen Universität Chemnitz. Von April 2019 bis 2023 war sie Dekanin der Fakultät für Human- und Sozialwissenschaften der TU Chemnitz. Seit April 2023 ist sie Prorektorin der TU Chemnitz.

## Forschung
Strobel forscht auf dem Gebiet diagnostischer Prozesse, der Eignungsbeurteilung sowie der Kognitiven Motivation und leitet seit 2019 zusammen mit Georg Jahn das Graduiertenkolleg des Sonderforschungsbereichs „Hybrid Societies“ an der TU Chemnitz. Weiterhin leitet sie eines der Teilprojekte des Sonderforschungsbereichs. Strobel und ihr Team erforschen zudem intensiv das Persönlichkeitsmerkmal Need for Cognition.

## Familie
Strobel ist verheiratet und hat zwei Kinder.